# Paralophogaster macrops
Paralophogaster macrops is een kreeftachtigensoort uit de familie van de Lophogastridae. De wetenschappelijke naam van de soort is voor het eerst geldig gepubliceerd in 1934 door Colosi.